# Йонас Баужа
Йонас Баужа е бивш съветски футболист, вратар. Играл за три московски отбора – ЦСКА, Спартак и Динамо.

## Кариера
Още на 17 години става титулярен вратар на Спартак Вилнюс като изиграва 21 мача от 28 възможни. Баужа е първи избор и когато отборът е преименуван на Жалгирис. През лятото на 1962 става част от ЦСКА Москва. Кариерата му при „армейците“ започва блестящо, като вратарят записва 18 поредни мача без допуснат гол. Въпреки тази силна серия, отборът на ЦСКА се класира едва на четвърта позиция. Най-големият успех на „армейците“ по това време е третото място в първенството. Баужа записва 74 мача без допуснат гол с екипа на „червено-сините“, а общо изиграва 149 в първенството на СССР.
В края на 1968 напуска ЦСКА и отива в Динамо. Там не успява да се пребори за титулярното място с ветеранът Лев Яшин и за година и половина записва само 3 мача. През лятото на 1970 преминава в Спартак Москва и изиграва 7 мача до края на сезона. На следващия сезон печели купата на СССР с „червено-белите“, като е титуляр в мачовете за трофея. В шампионата изиграва 14 срещи. През 1972 преминава в Черноморец Одеса в Първа лига, където и приключва кариерата си.